# Clemens Alois Baader
Clemens Alois Baader, auch Klement Alois Baader und Klemens Alois Baader (* 8. April 1762 in München; † 23. März 1838 ebenda) war ein deutscher katholischer Theologe und Literarhistoriker.

## Leben
Clemens Alois Baader, Sohn des Leibarztes Joseph Franz von Paula Baader (1733–1794), besuchte ein Gymnasium in München und studierte anschließend an der Universität Ingolstadt Theologie. Im Jahr 1785 wurde er dort zum Doktor der Philosophie promoviert. 
1786 wurde er zum Priester geweiht und am 25. August 1787 Kanonikus am Kollegiatstift St. Andreas in Freising. Anschließend war er an den Konsistorien in Augsburg und Salzburg tätig. Die bayerische Regierung setzte ihn an wichtigen Stellen im höheren Schuldienst ein. Zum Schul- und Studienkommissar in München wurde Clemens Baader am 7. Januar des Jahres 1803 ernannt; am 25. Oktober desselben Jahres beförderte man ihn zum Oberschul- und Studienkommissar. Als Landesdirektionsrat wurde er nach Ulm berufen. Im Jahr 1811 nach Salzburg berufen und 1816 wiederum nach Burghausen geschickt, kehrte er am 22. März 1817 in seine Heimatstadt zurück. Dort verbrachte er auch seinen Ruhestand bis zu seinem Tod im Alter von 75 Jahren.
Er war als Literat und besonders als Literarhistoriker tätig und publizierte biographische Nachschlagewerke.
Am 30. Mai 1797 wurde er Mitglied der Münchner Akademie der Wissenschaften, am 10. Juli 1799 Mitglied der Akademie gemeinnütziger Wissenschaften zu Erfurt. Seit 1807 war er auswärtiges Mitglied der Bayerischen Akademie der Wissenschaften.

## Schriften
- Fragmente aus dem Tagebuche eines Menschen und Christen. 1791.
- Reisen durch verschiedene Gegenden Deutschlands in Briefen. 2 Bände. Lotter, Augsburg 1795–1797.
- Eduards Briefe über die französische Revolution. 1796.
- Gedanken und Vorschläge eines bairischen Patrioten in drei Briefen über Geistlichkeit und Landschulen. 1801.
- Aussichten, Wünsche und Beruhigung fürs Vaterland. 1801.
- Nothwendigkeit der individuellen Säcularisation etc. 1802.
- Das gelehrte Baiern oder Lexikon aller Schriftsteller, welche Baiern im achtzehnten Iahrhunderte erzeugte oder ernährte. Erster Band. A–K. Iohann Esaias Seidel, Nürnberg, Sulzbach 1804 (Digitalisat).
- Kurze Geschichte der Kriegsvorfälle zu Ulm im Spätherbst 1805. 1806.
- Blumen aus verschiedenen Gärten, Aphorismen etc. 1822–1824.
- Freundschaftliche Briefe. 1823.
- Lexikon verstorbener Baierischer Schriftsteller des achtzehenten und neunzehenten Jahrhunderts. Des Ersten Bandes Erster Theil. A–K. Jenisch und Stage, Augsburg, Leipzig 1824 (Digitalisat).
- Lexikon verstorbener Baierischer Schriftsteller des achtzehenten und neunzehenten Jahrhunderts. Des Ersten Bandes Zweiter Theil. M–Z. Jenisch und Stage, Augsburg, Leipzig 1824 (Digitalisat).
- Lexikon verstorbener Baierischer Schriftsteller des achtzehenten und neunzehenten Jahrhunderts. Des zweyten Bandes Erster Theil. A–P. Jenisch und Stage, Augsburg, Leipzig 1825 (Digitalisat).
- Lexikon verstorbener Baierischer Schriftsteller des achtzehenten und neunzehenten Jahrhunderts. Des zweyten Bandes Zweiter Theil. R–Z. Jenisch und Stage, Augsburg, Leipzig 1825 (Digitalisat).